# Sergithang
Sergithang – gewog w dystrykcie Cirang, w Bhutanie. Według danych z 2017 roku liczył 1379 mieszkańców.